# Zănești
Zănești est une commune roumaine du județ de Neamț, dans la région historique de Moldavie et dans la région de développement du Nord-Est.

## Géographie
La commune de Zănești est située dans le sud du județ, sur la rive gauche de la Bistrița, à 5 km au sud-est de Roznov et à 20 km au sud-est de Piatra Neamț, le chef-lieu du județ.
La municipalité est composée des deux villages suivants (population en 1992) :
- Traian (1 079) ;
- Zănești (4 978), siège de la municipalité.

## Politique
| Période                                  | Période  | Identité        | Étiquette | Qualité |
| ---------------------------------------- | -------- | --------------- | --------- | ------- |
| Les données manquantes sont à compléter. |          |                 |           |         |
|                                          | 2012     | Gheorghe Andrei | PDL       |         |
| 2012                                     | En cours | Filip Ioan      | PSD       |         |

| Parti | Parti                                                 | Sièges |
| ----- | ----------------------------------------------------- | ------ |
|       | Parti social-démocrate (PSD)                          | 8      |
|       | Parti national libéral (PNL)                          | 2      |
|       | Alliance des libéraux et démocrates (ALDE)            | 2      |
|       | Union nationale pour le progrès de la Roumanie (UNPR) | 1      |
|       | Parti Mouvement populaire (PMP)                       | 2      |

## Religions
En 2002, la composition religieuse de la commune était la suivante :
- Chrétiens orthodoxes, 80,34 %.

## Démographie
En 2002, la commune comptait 6 136 Roumains soit la totalité de la population.
| 1992  | 2002  | 2007  |
| ----- | ----- | ----- |
| 6 150 | 6 136 | 6 196 |

## Économie
L'économie de la commune repose sur l'agriculture et le commerce.

## Communications

### Routes
Zănești est située sur la route nationale DN15 Piatra Neamț-Bacău.

### Voies ferrées
La gare la plus proche est celle de Roznov sur la ligne de chemin de fer Bicaz-Piatra Neamț-Bacău.

## Lieux et monuments
- Musée ethnographique (costumes, outils).